# Keith Smart
Jonathan Keith Smart (Baton Rouge, 21 settembre 1964) è un ex cestista e allenatore di pallacanestro statunitense, professionista nella NBA.

## Carriera
È stato selezionato dai Golden State Warriors al secondo giro del Draft NBA 1988 (41ª scelta assoluta).
Con gli Stati Uniti ha disputato i Giochi panamericani di Indianapolis 1987.
Da allenatore ha guidato la Rep. Dominicana ai Campionati americani del 2005.

## Palmarès

### Giocatore
- Campione NCAA (1987)
- NCAA Final Four Most Outstanding Player (1987)
- Campione WBL (1990)
- WBL Sixth Man of the Year (1989)
- 2 volte WBL All-Defensive Team (1989, 1991)